# Lago Eltón
El lago Eltón (del ruso: Эльто́н) es un lago salado del óblast de Volgogrado, en Rusia, situado en las proximidades de la frontera con Kazajistán. Tiene una superficie de 182 km² y una profundidad que varia entre los 0,3 m y los 0,6 m. Su altitud respecto al nivel del mar es de -18 m.

## Enlaces externos y referencias

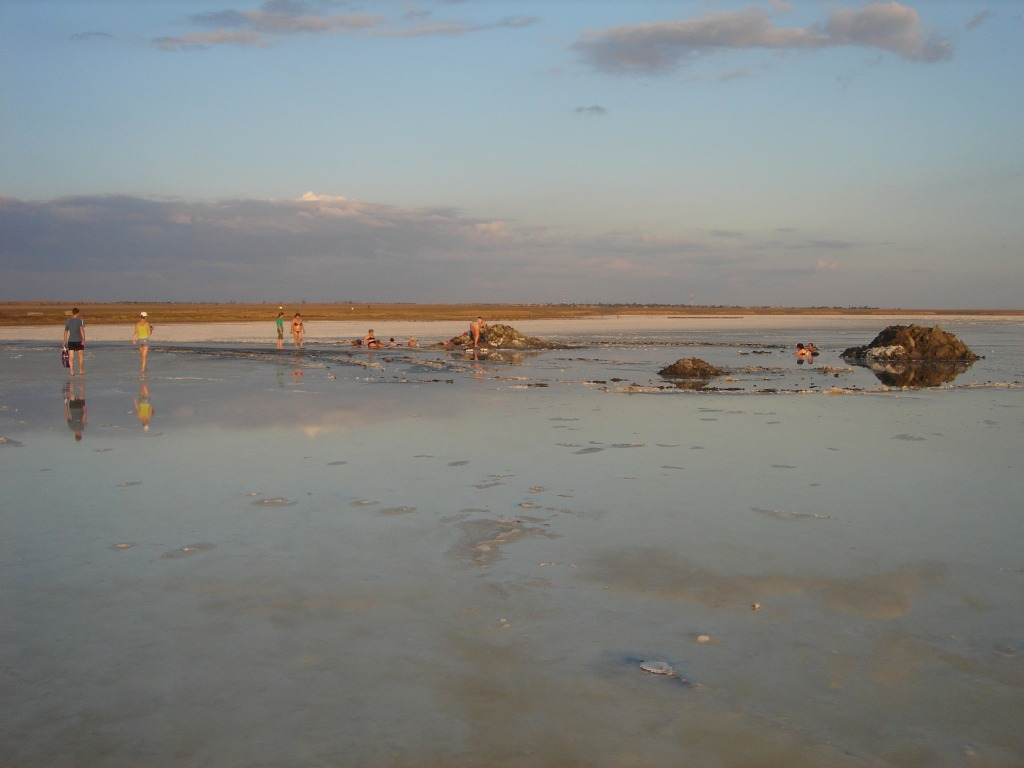
Baños de sal en el lago

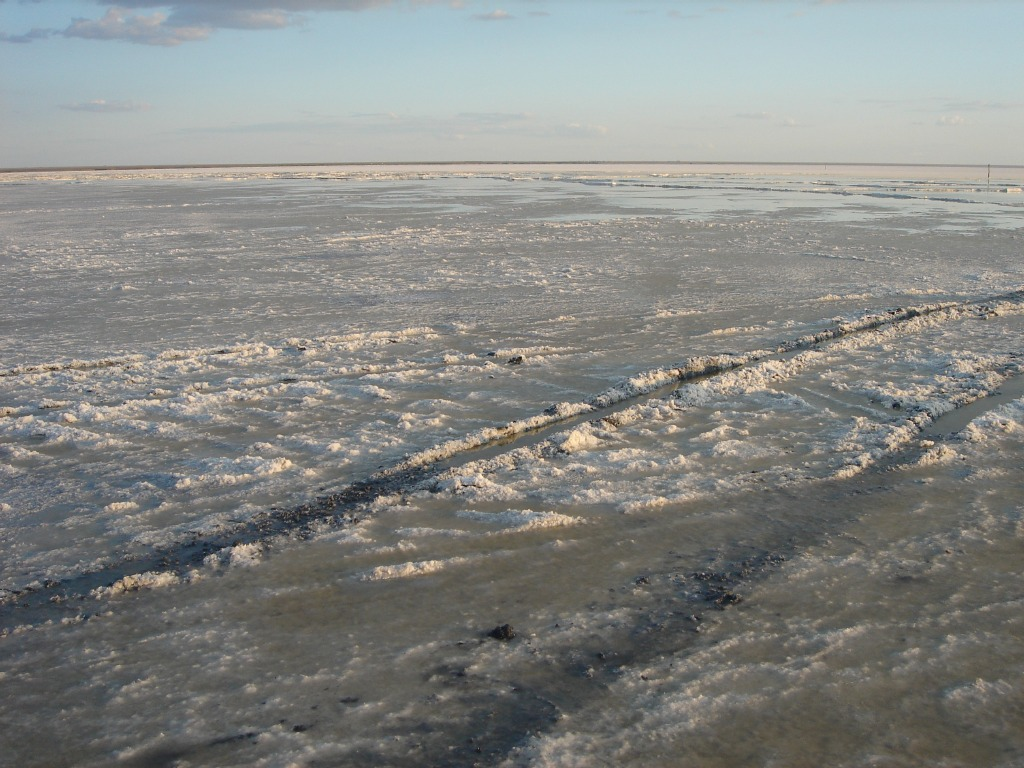
Vista del lago